# Borongan
Borongan – miasto na Filipinach, położone w regionie Eastern Samar, w prowincji Northern Samar, na wyspie Samar.

## Opis
Miasto zostało założone w 8 września 1619 roku. Borongan jest stolicą prowincji Eastern Samar i znane jako najbardziej wysunięte na wschód miasto na Filipinach. W mieście znajduje się krajowy port morski, który może przyjmować statki morskie o średnim zanurzeniu. Miejscowość przez swoje położenie nad Morzem Filipińskim jest atrakcyjnym ośrodkiem turystycznym. Miasto jest stolicą Diecezji Borongan.

## Atrakcje turystyczne
- Park Hamorawon[2]

## Miasta partnerskie

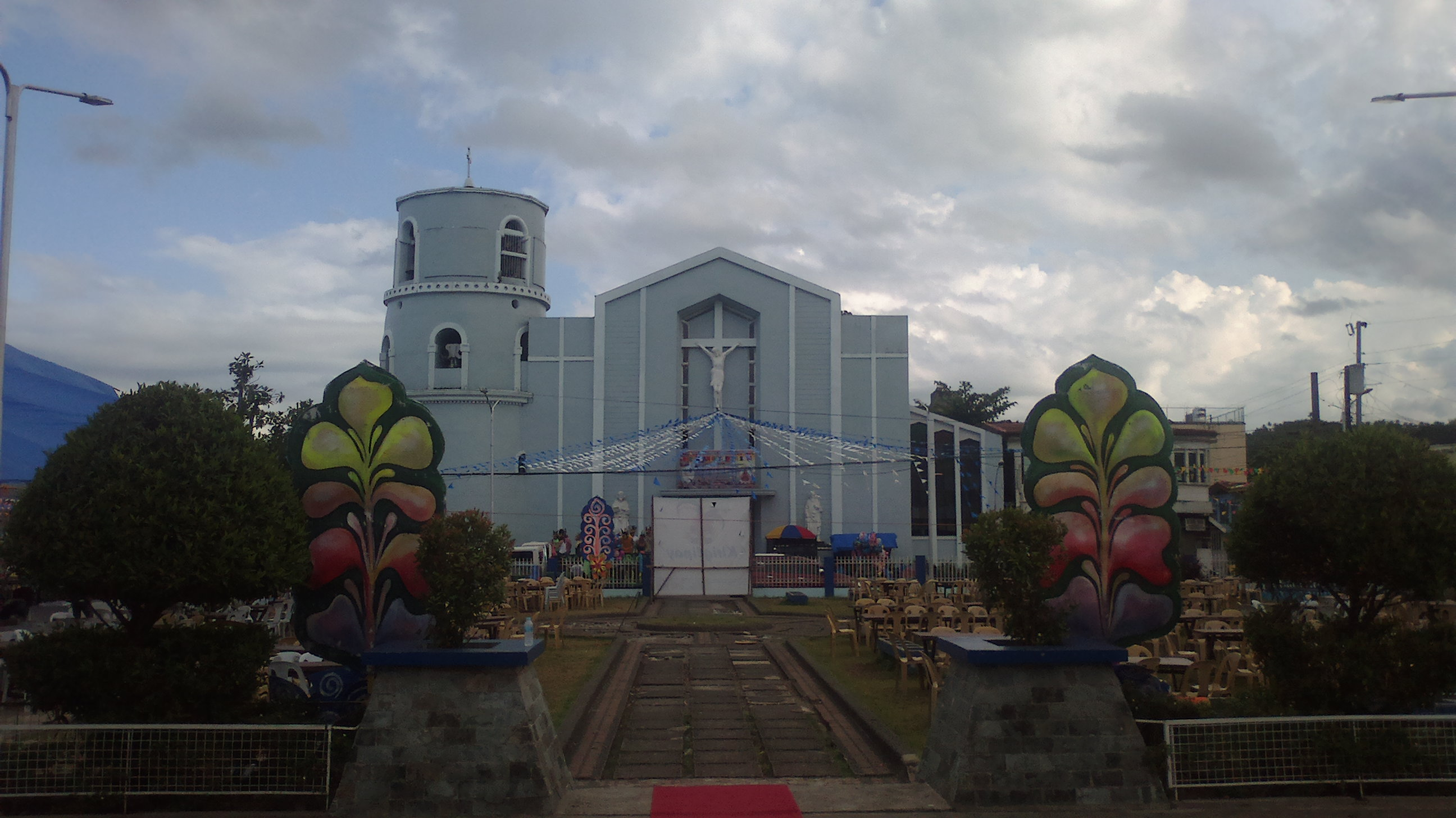
Katedra w Borongan

- Makati, Filipiny

## Linki Zewnętrzne
- Strona miasta. borongan-esamar.gov.ph. [zarchiwizowane z tego adresu (2005-04-07)].
- Dane geograficzne Borongan